# Сивка морська
Сивка морська, тулес (Pluvialis squatarola) — середнього розміру кулик з родини Сивкових (Charadriidae). Гніздиться в арктичному регіоні; під час міграцій та зимівлі широко зустрічається по морським узбережжям. В Україні зустрічається під час сезонних переміщень на всій території країни.

## Опис

### Зовнішній вигляд

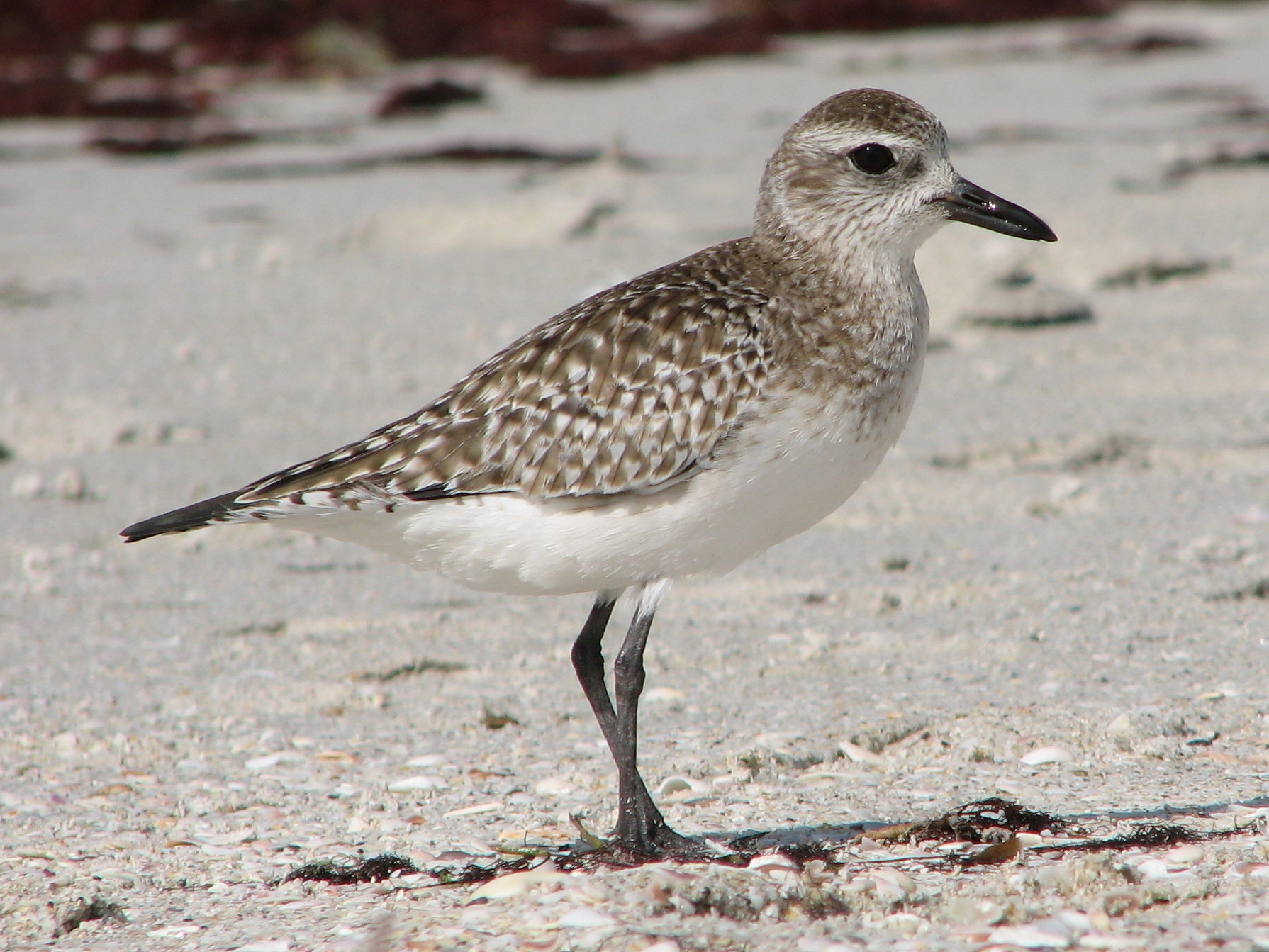
У зимовому вбранні

Кулик середнього розміру з коротким дзьобом, менший від свійського голуба. Маса тіла 170–225 г. Довжина тіла 27-30 см. Розмах крил 70-79 см. У дорослого самця в шлюбному вбранні верх голови, крім тім'я, задня частина і боки шиї білі; спина і верхні покривні пера крил чорні, з білими плямами; вуздечка, щоки, горло, шия спереду, воло, груди, боки тулуба, черево спереду і пахвові пера чорні; задня частина черева і підхвістя білі; спід крил білий; махові пера чорно-бурі, з широкою білою смугою біля основи: хвіст білий, з чорними смугами; дзьоб і ноги чорні. У позашлюбному оперенні верх тулуба, шия і воло сірувато-бурі; низ тулуба білий. У дорослої самки в шлюбному оперенні чорні щоки і низ з домішкою білого; у позашлюбному оперенні схожа на позашлюбного дорослого самця. Молодий птах схожий на позашлюбного дорослого. Від звичайної та бурокрилої сивок відрізняється дещо більшими розмірами і чорними плямами під пахвами, а у шлюбному оперенні — також наявністю білих плям на спині і верхніх покривних перах крил.

### Звуки
Довге «плюі — плюі — плюі» або «тюі».

## Поширення
Має дуже широкий гніздовий ареал. Гніздиться головним чином в арктичній тундрі Євразії від півострова Канін до Чукотки та в тундрі Північної Америки. На узбережжі Центральної Європи зустрічається під час міграцій. Зимує в Африці, Південній Азії, Австралії, Центральній і Південній Америці.

## Чисельність та її зміни
Розмір популяції дуже великий, оцінюють в 692.000 особин. Чисельність скорочується.

## Гніздування

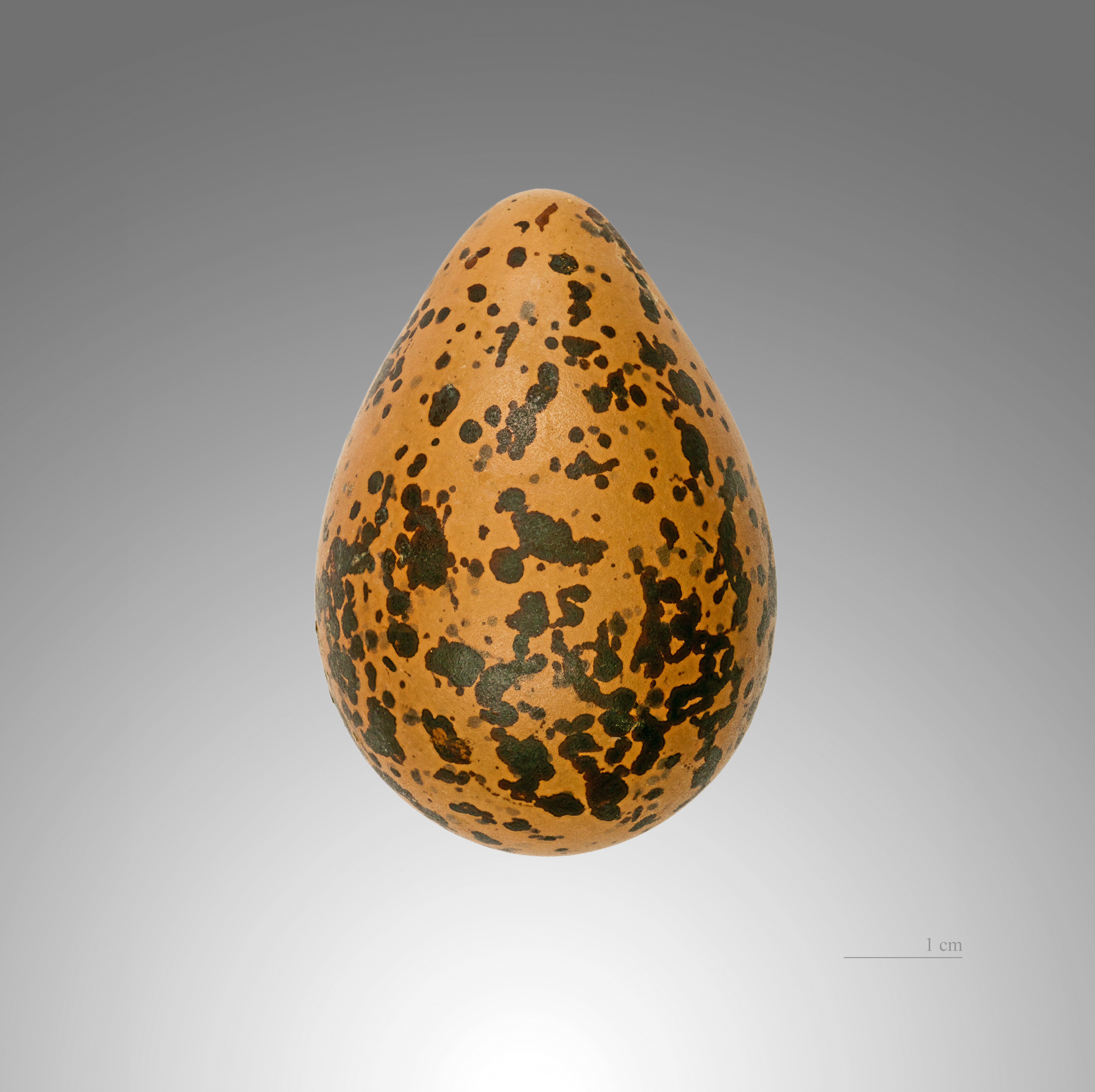
Яйце морської сивки

На місцях гніздування з'являється наприкінці травня — на початку червня. Сезон гніздування триває з травня до серпня. Статева зрілість настає у два роки. Морська сивка є моногамом. Гніздиться окремими парами на відстані не менше 400 м одна від одної. Гніздо розміщує на відкритій сухій ділянці в ямці, яка ледь вистелена шматочками лишайників, гілочками багна та полярної верби. У кладці 4 яйця, колір яких варією від рожевого до бурого або оливкового з чорно-бурими плямами. Кладку насиджують обидва партнери протягом 23 діб, наприкінці періоду насиджування на гнізді сидить переважно самка, а самець тримається неподалік від гнізда. Пташенята, як і у інших куликів, виводкові. Через 5-6 тижнів пташенята стають самостійними. З місць гніздування відлітає у період з кінця липня до вересня.

## Живлення

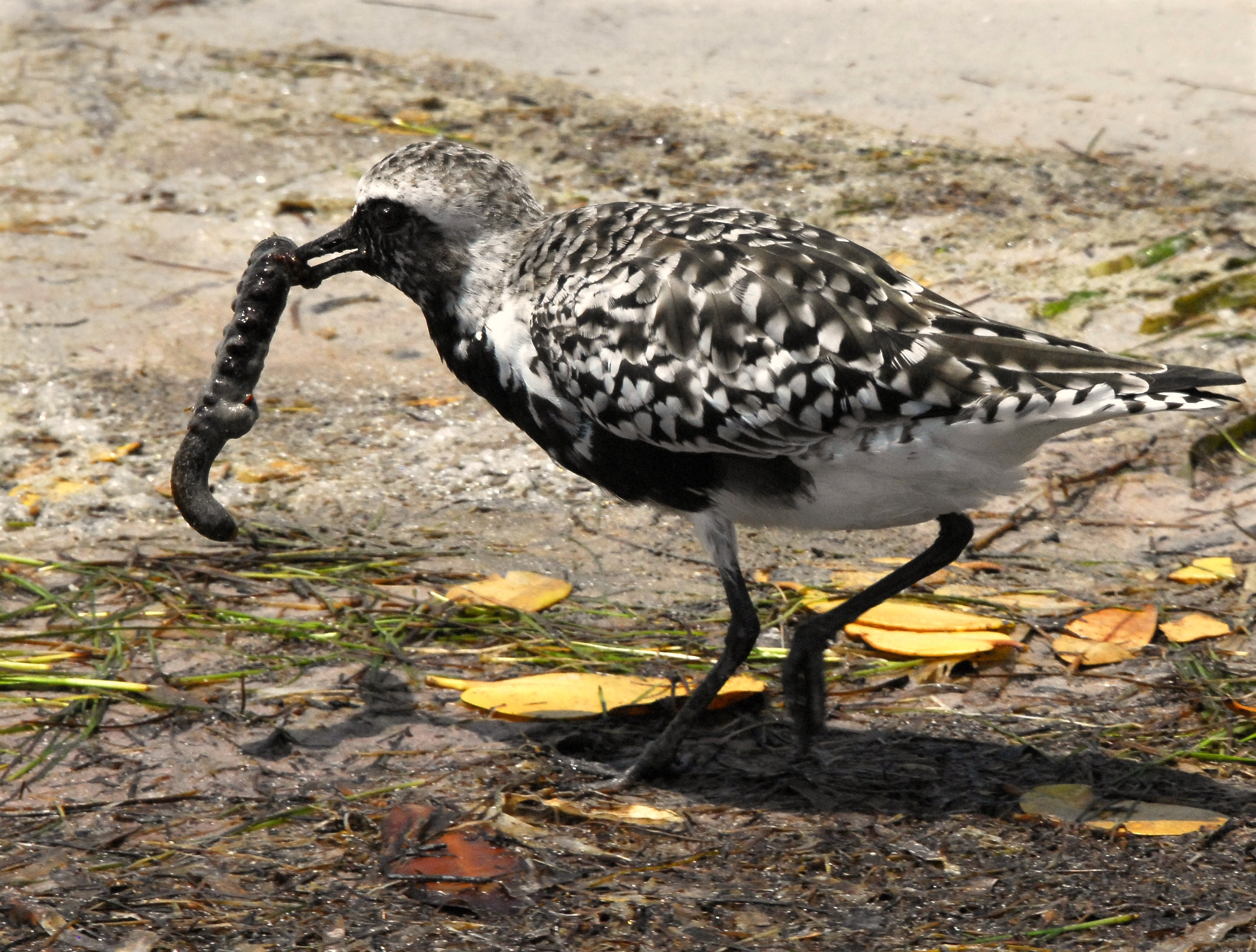
У живленні нерідко трапляються поліхети

У гніздовий період живиться головним чином дорослими комахами та їх личинками, а також частинами рослин (насінням і стеблами). У позагніздовий період під час зимівлі на морському узбережжі вживає морських багатощетинкових червів, молюсків та ракоподібних. Під час міграцій у глибині материка також вживають земляних червів та комах (коників, жуків.

## Охорона
Сивка морська знаходиться під охороною відповідно до Угоди про збереження афро-євразійських мігруючих водно-болотних птахів (AEWA).